# Alter Schwede (Redewendung)
Alter Schwede ist ein Ausdruck aus der Umgangssprache, ein sogenannter „Schnack“ aus dem Niederdeutschen.
- Ohne sich auf eine konkrete Person zu beziehen, benutzt man „Alter Schwede“ als Ausdruck des Erstaunens. Ein bedeutungsähnlicher Ausdruck wäre beispielsweise „Donnerlittchen“.
- Bezogen auf eine konkrete Person drückt „Alter Schwede“ eine nicht ganz ernst gemeinte Empörung aus, vergleichbar mit „mein lieber Schwan“ oder „Freundchen“ oder „mein lieber Scholli“.
- Die Redewendung „Alter Schwede“ wird (ähnlich wie „Alte Wursthaut“ bzw. fränkisch „alde Worschdhaud“[1]) auch unter Freunden im Sinne von „Kumpel“ oder „Kamerad“ gebraucht: „Na, Du alter Schwede!“.

## Herkunft
Heinrich von Treitschke erklärte den Ursprung des Ausdrucks 1879 folgendermaßen: Nach Ende des Dreißigjährigen Krieges ließ Kurfürst Friedrich Wilhelm von Brandenburg bewährte und erfahrene schwedische Soldaten für sein Heer als Ausbilder anwerben. Weil sie sich besonders gut auf den Drill verstanden, wurden sie meist als Unteroffiziere eingesetzt. In der Soldatensprache wurden diese Korporale dann kurzweg „die alten Schweden“ genannt.